# 世界足球 胜利十一人10
《世界足球 胜利十一人10》是一款由科乐美公司制作和发行的足球类游戏。本游戏于2006年4月27日在日本地区PlayStation 2发行，于2006年10月27日在欧洲地区发行。
本游戏是系列第一款登陆第七世代遊戲機的作品，也是系列首次登陆到任天堂DS平台的作品。日本Xbox 360版标题为《世界足球 胜利十一人X》，PlayStation Portable版标题为《世界足球 胜利十一人10 无处不在》。
本游戏增加了国际挑战模式。在每场比赛之前，玩家可以选择队伍。
游戏收到正面至中性的评价。在北美版本中，GameRankings和Metacritic给予PlayStation 2版本86.31%和86/100的分数。给予PC版本85.80%的分数，给予PSP版本81.36%和82/100分数，给予Xbox 360版本79.13%和80/100的分数。